# Marná vesmírné lásky snaha
Marná vesmírné lásky snaha (v anglickém originále Love's Labours Lost in Space) je čtvrtá epizoda první série seriálu Futurama. Poprvé byla vysílána 13. dubna 1999 stanicí Fox.

## Děj
Po neúspěšném pokusu najít Leele přítele je posádka Planet Express poslána na "daňově odpočitatelnou dobročinnou akci", zachránit faunu Vergonu 6 před vyhynutím. Planeta byla kompletně vytěžena a má se začít hroutit. Bohužel je na Vergon 6 uvalena blokáda kvůli Branniganově zákonu. Fry, Leela a Bender jsou tedy zatčeni Zappem Branniganem. Leela se snaží vyjednávat, ale kapitán se ji jenom snaží svést. Leela sice odmítne, ale později mu podlehne a vyspí se s ním.
Sexuálně uspokojený Brannigan povolí posádce letět na Vergon 6 a posádka začne se záchranou zvířat. Leela potká malé černé zvíře s třetím okem na stopce, rozhodne se ho zachránit také a pojmenuje ho Nibbler (Diblík). Poté, co se Fry, Bender a Leela vrátí s posledním zvířetem, zjistí, že Nibbler snědl všechny zvířata.
Planeta se začíná hroutit a Leela zjistí, že Bender nenatankoval palivo. Leela odmítne prosit Brannigana o záchranu a posádka začne čekat na svou smrt. Posádka ale zjistí, že Nibbler vyloučil temnou hmotu, což je palivo, na kterou může létat jejich loď. Loď tedy může bezpečně letět na Zemi.

## Postavy
Postavy, které se v této epizodě poprvé objevily:
- Zapp Brannigan
- Kif Kroker
- Nibbler

## Budoucí zvířata
V této epizodě se vyskytují následující zvířata z budoucnosti:
- Purple Fruit Snake
- Windy Shrimp
- Four-legged Mimic (Čtyřnohý imitátor)
- Hermaphlamingo (Hermaplameňáci)

## Budoucí planety
V této epizodě se vyskytují následující planety z budoucnosti:
- Vergon 6